# Taxi 2
Taxi 2 es una película francesa dirigida por Gérard Krawczyk y estrenada en 2000. Es una secuela de Taxi Express escrita por Luc Besson y dirigida por Gérard Pirès en 1998. Krawczyk dirigió asimismo las secuelas Taxi 3 en 2003 y Taxi 4 en 2007.

## Argumento
Taxi 2 cuenta la historia del ministro de Defensa japonés visitando Marsella para conocer las técnicas anti-gangster de los policías de la ciudad. Sin embargo, durante la visita es secuestrado por un grupo trabajando para los yakuza. El joven agente Emilien es designado a rescatar al ministro y la agente y novia Petra, también secuestrada, y devolver el honor a su departamento. Otra vez más, el rápido conductor de taxi Daniel es llamado para ayudarlo con sus dotes de conducción en su Peugeot 406.

## Reparto
- Samy Naceri como Daniel
- Frédéric Diefenthal como Emilien
- Bernard Farcy como Comisario Gibert
- Jean-Christophe Bouvet como General Bertineau
- Emma Sjöberg como Petra
- Marion Cotillard como Lilly
- Haruhiko Hirata como Ministro japonés

## Producción
Luc Besson fue investigado por las autoridades después de la muerte de un cámarografo durante el rodaje. Un Peugeot 406 debía caer encima de una pila de cartones después de una secuencia, pero falló y golpeó a varios miembros del equipo.El cámarografo murió a causa de daños internos y otro cámarografo se rompió ambas piernas. Las autoridades alegaron que la seguridad estaba comprometida por un esfuerzo de reducir costes. El coordinador de efectos especiales Rémy Julienne recibió una sentencia de 18 meses de cárcel y una multa de 13.000 euros. Luc Besson, Grenet y el director Gerard Krawczyk fueron libres de todo cargo. El Mitsubishi Lancer Evolution VI también es un coche conducido por los Yakuza.